# Passiflora weigendii
Passiflora weigendii är en passionsblomsväxtart som beskrevs av Torsten Ulmer och M. Schwerdtfeger. Passiflora weigendii ingår i släktet passionsblommor, och familjen passionsblomsväxter. Inga underarter finns listade i Catalogue of Life.